# Antonio Parietti

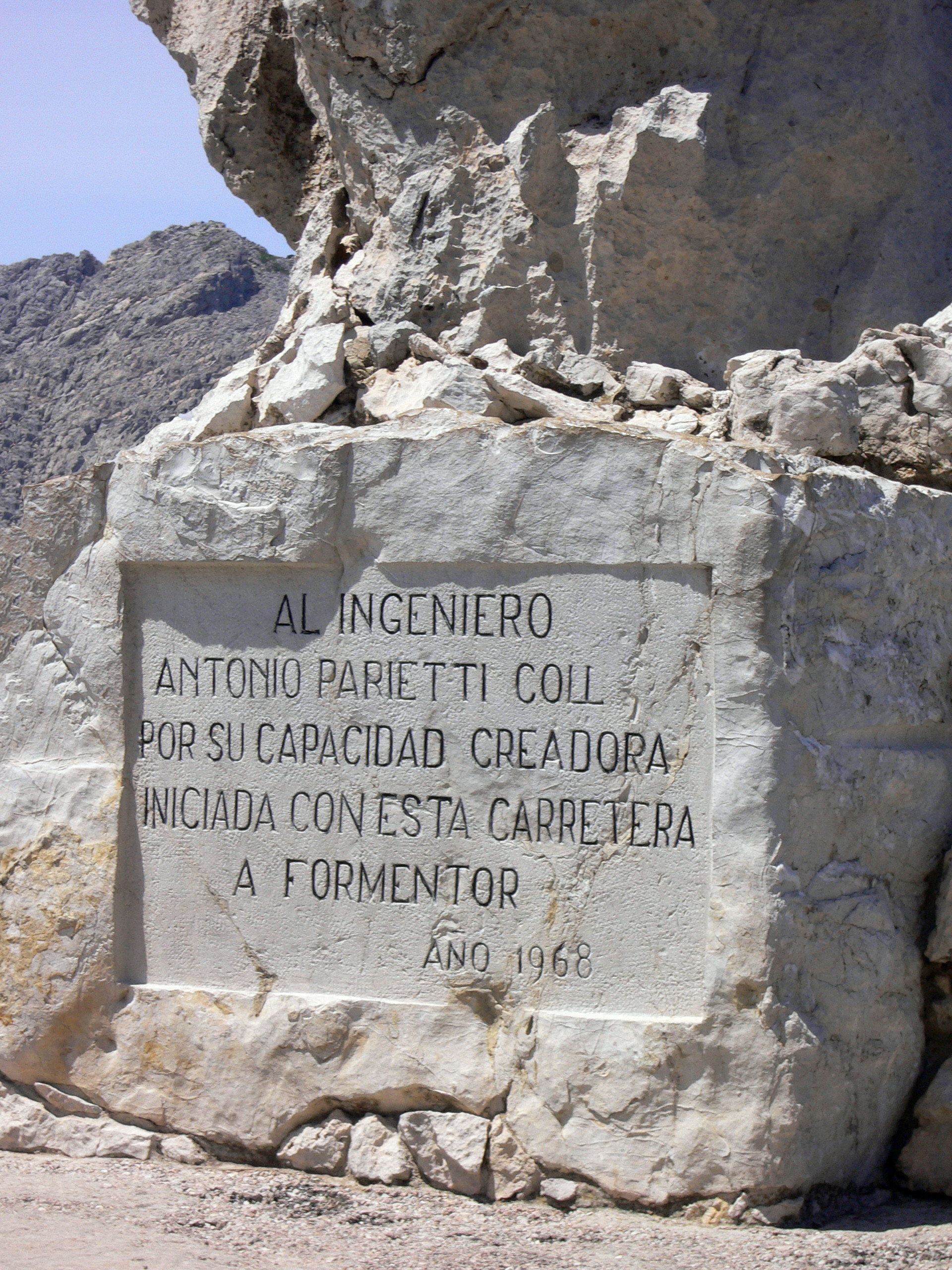
DEM INGENIEUR
ANTONIO PARIETTI COLL
FÜR SEINE SCHÖPFERKRAFT
DIE MIT DIESER STRASSE
NACH FORMENTOR BEGANN

Antonio Parietti y Coll, katalonisch: Antoni Parietti i Coll, (* 1899 in Palma, Balearische Inseln, Spanien; † 1979 ebenda) war ein spanischer Straßenbauingenieur italienischer Abstammung.
Er plante Straßen, Kanäle und Häfen. Seine berühmtesten Projektierungen befinden sich auf der spanischen Mittelmeerinsel Mallorca, die Serpentinenstraße nach Cala de Sa Calobra (1932) und die ebenfalls durch die östliche Serra de Tramuntana führende Straße zum Cap Formentor, an der ihm 1968 ein Denkmal gesetzt wurde.

## Leben
Parietti wurde als Sohn eines Italieners und einer Mallorquinerin auf der Baleareninsel Mallorca geboren. Nach einem Studium des Bauingenieurwesens in Madrid kehrte er auf die Insel zurück und begann ab den 1920er Jahren starken Einfluss auf die – ausschließlich touristisch motivierte – verkehrstechnische Erschließung des mehr als 90 km langen Gebirgszuges im Nordwesten von Mallorca zu nehmen.

## Projekte

### Sa Calobra
Ohne jeglichen Einsatz von Maschinen wurde diese Straße von 12,5 Kilometern Länge von Hand gebaut, die sich nur über vier Kilometer Luftlinie erstreckt und 12 Haarnadelkurven umfasst. 1932 eröffnet, galt sie bald danach und bis heute als ein Meisterwerk der Straßenbaukunst.

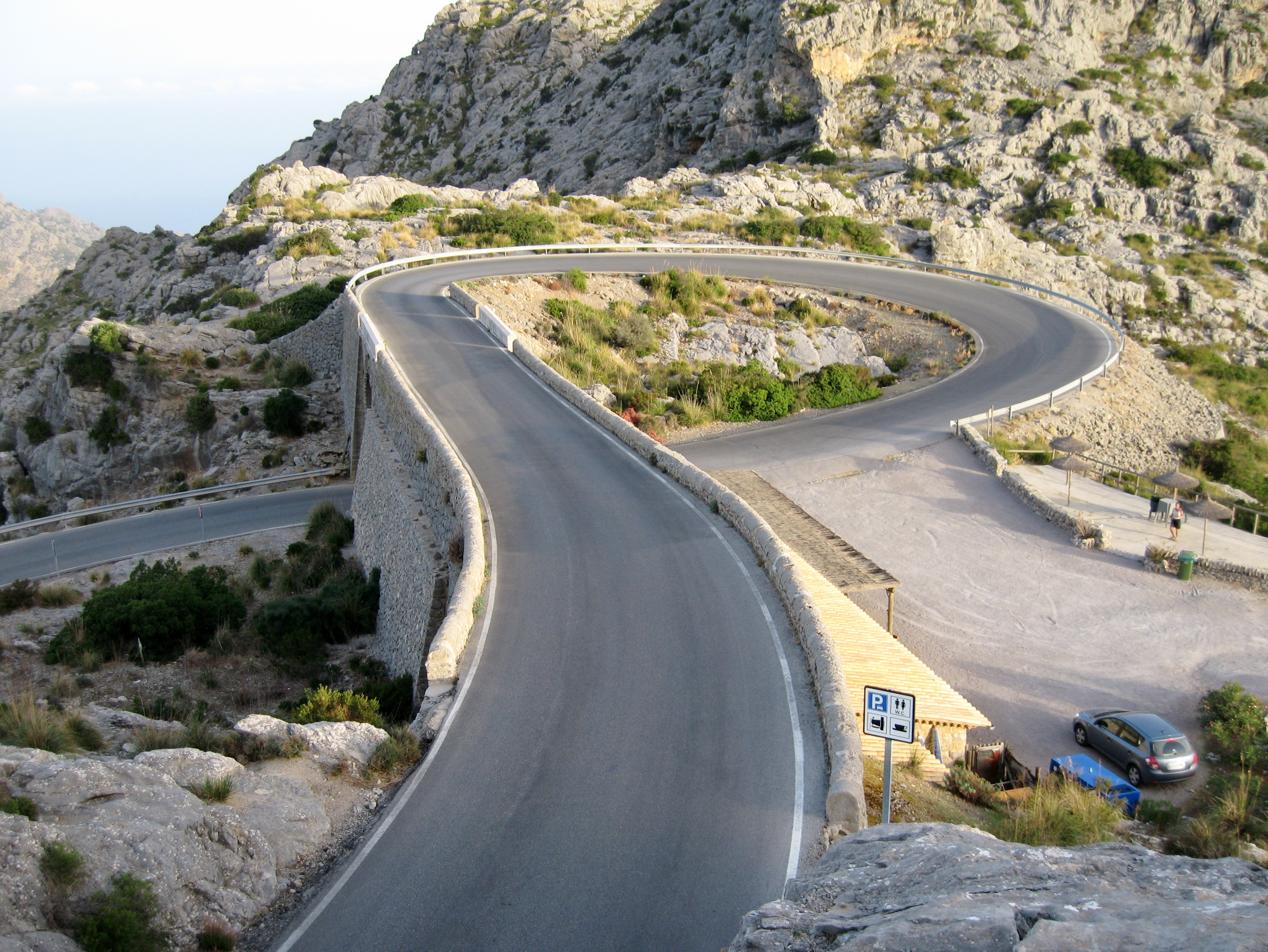
Krawattenknoten

Der „Krawattenknoten“: Auf Höhe von Sa Moleta gab es keine andere Möglichkeit, mit der Trasse dem gegebenen Gelände zu folgen. Also führte er die Straße nach einer Schlinge unter ihr selbst hindurch, um den Höhensprung auszugleichen. Parietti ließ die Straße ohne Stützpfeiler bauen, nur mit der Brücke  am Nus de sa Corbata (Nudo de la Corbata), dem „Krawattenknoten“ mit der 270°- Kurve (39° 49′ 55,7″ N, 2° 48′ 58,8″ O).
Für die Anlage dieser Straße wurden 31.000 Kubikmeter Fels bewegt. Hinzugefügt wurde nur Teer als Bindemittel.

### Cap Formentor
Auch die Straße von Port de Pollença über die Platja de Formentor zum Cap de Formentor wurde von ihm in den 1930er Jahren errichtet. Diese Straße verläuft in gebirgigem Gebiet und weist zahlreiche Serpentinen und einen kurzen Tunnel auf. Von den teilweise am Steilhang errichteten Straßen bieten sich zahlreiche Panoramen über das Küstengebirge. Am Mirador de Mal Pas ist ihm zu Ehren eine Gedenktafel aufgestellt worden.

### Weitere Projekte
Weitere Projekte waren die Straßen nach Santuari de Nostra Senyora de Cura und auf den Puig Major. Darüber hinaus war auch eine Seilbahn auf den Puig Major geplant. Dieses Projekt konnte jedoch durch die Auswirkungen des Spanischen Bürgerkriegs und des Zweiten Weltkriegs nicht umgesetzt werden.

## Projektansichten

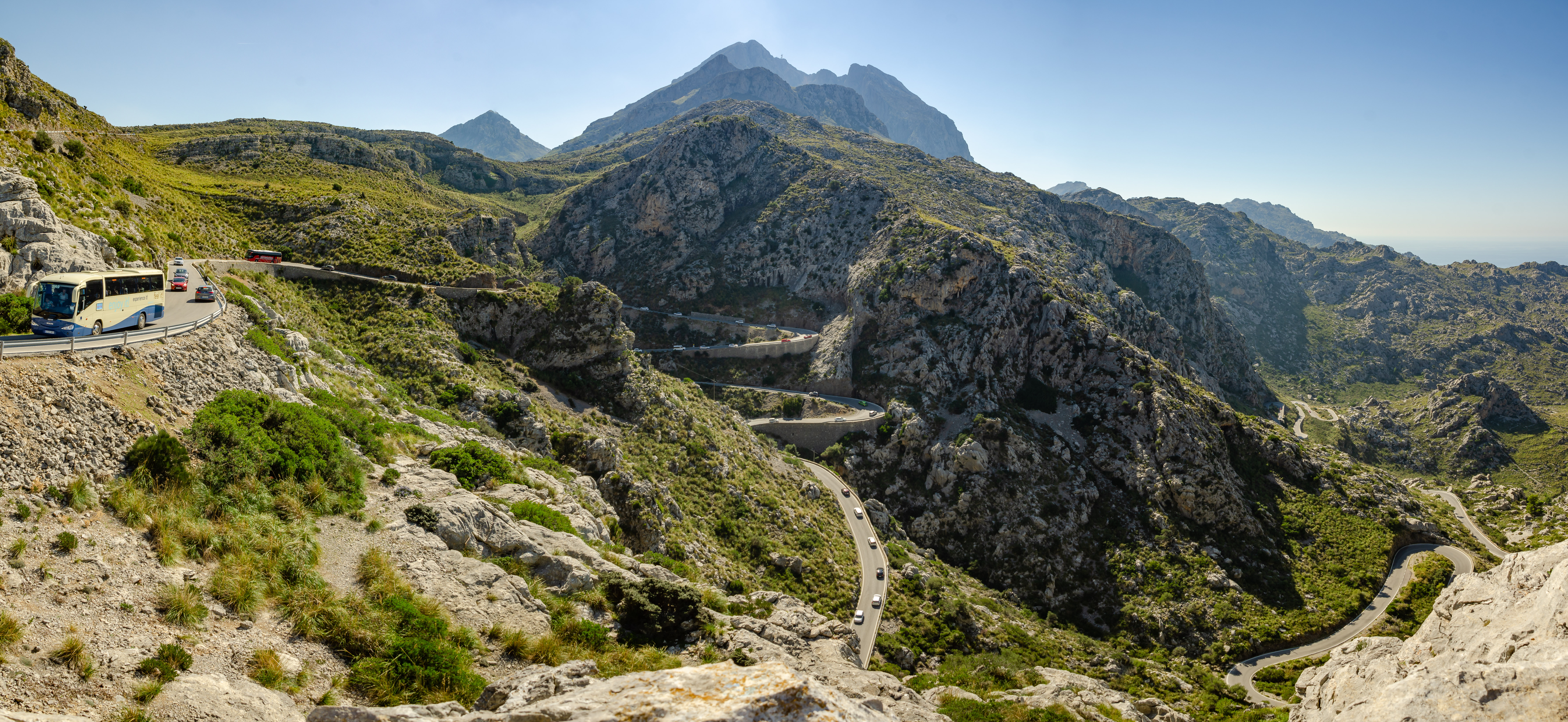
Straße zur Cala de Sa Calobra
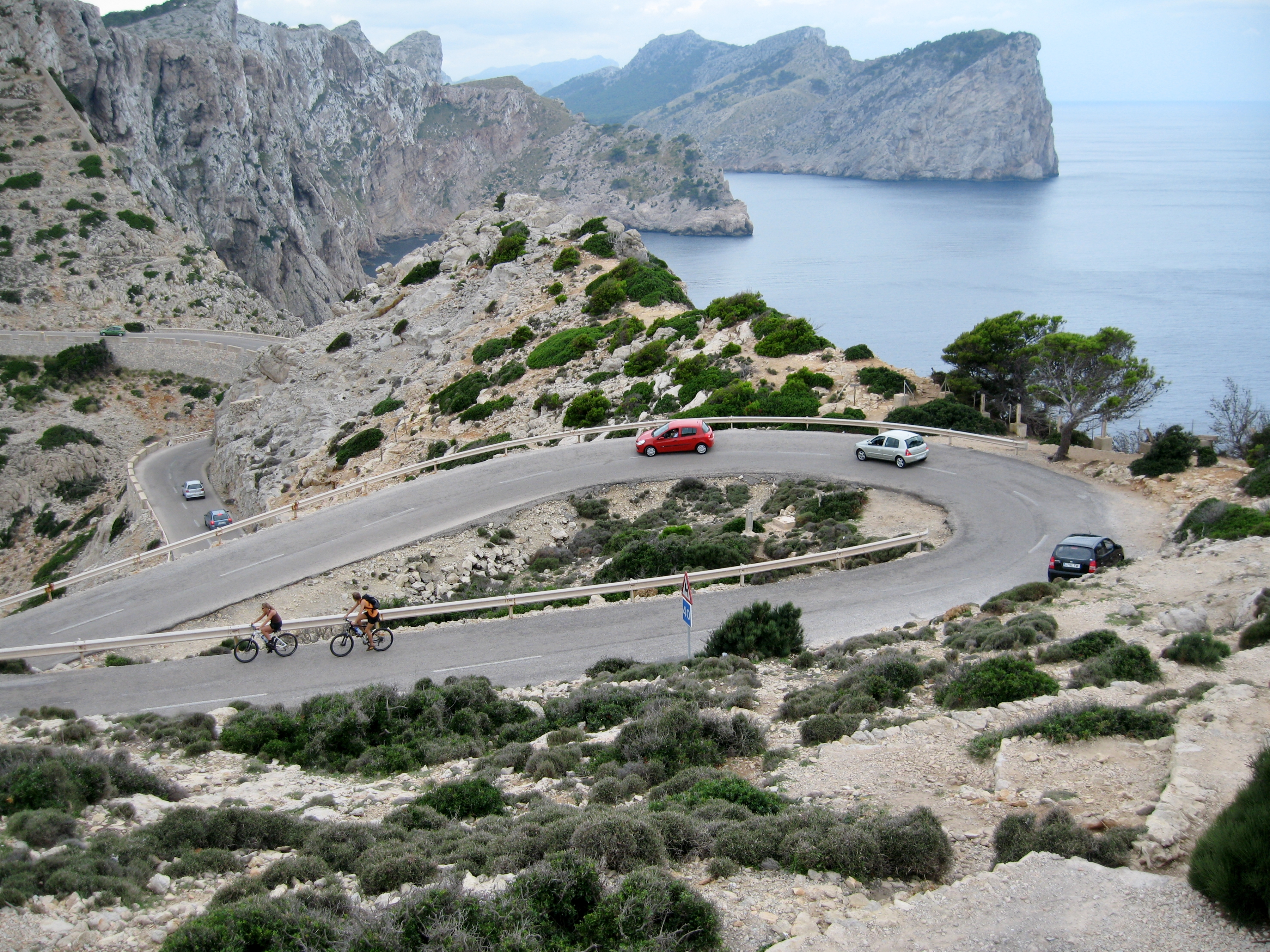
Straße nahe dem Cap Formentor
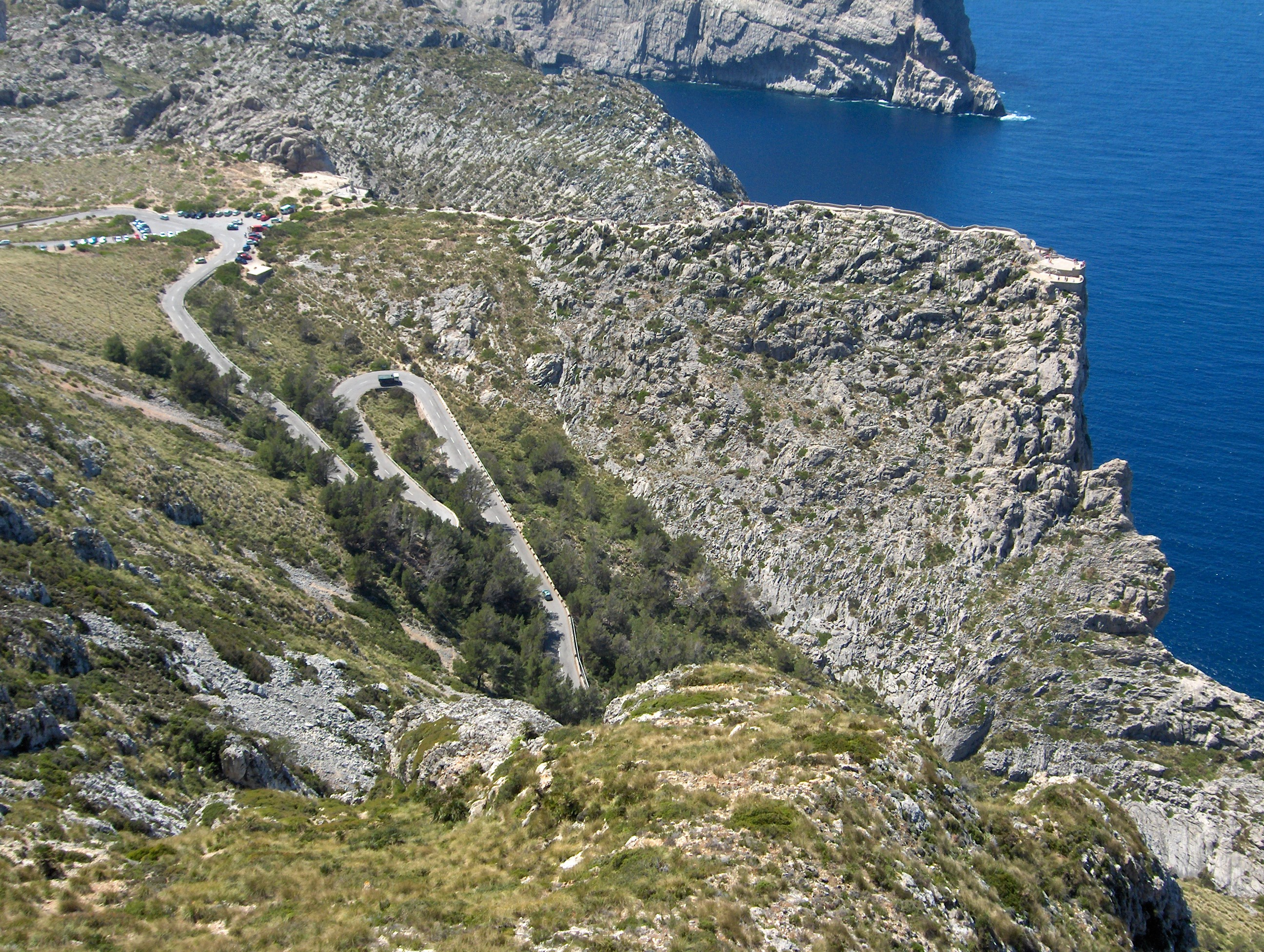
Mirador de Mal Pas und Straße zum Cap